# Gonospora glycerae
Gonospora glycerae is een soort in de taxonomische indeling van de Myzozoa, een stam van microscopische parasitaire dieren. Het organisme komt uit het geslacht Gonospora en behoort tot de familie Urosporidae. Gonospora glycerae werd in 1916 ontdekt door Pixell-Goodrich.